# Sant’Arcangelo Trimonte
Sant’Arcangelo Trimonte ist eine italienische Gemeinde (comune) mit 461 Einwohnern (Stand 31. Dezember 2023) in der Provinz Benevento in Kampanien. Die Gemeinde liegt etwa 13,5 Kilometer ostnordöstlich von Benevento am Ufita und gehört zur Comunità Montana del Fortore.